# Милен Кукошаров
Милен Кукошаров е български музикант, пианист, аранжор и композитор.

## Музикална кариера
Милен Кукошаров е роден в Пловдив през 1978 г. Завършва Музикално Училище „Добрин Петков“ със специалност пиано. Още тогава печели националния конкурс за млади инструменталисти „Светослав Обретенов“. Продължава образованието си в Националната музикална академия в София. Прочут с виртуозните си импровизации, Милен Кукошаров е един от най-търсените и най-известни изпълнители в България
През годините е работил със следните музиканти и групи:
Поп и латино музика – Truth Hurts, De Phazz, Wayne Marshall, Matt Cooper(Incognito), Al Bano, Toto Cutugno, Umberto Tozzi, Tito Puente JR, Frankie Morales (Tito Puente) – автор на песен, Herman Olivera, Jimmy Bosch, Лили Иванова (пианист и автор на песен), Стефан Вълдобрев, Графа, Мария Илиева, Орлин Павлов, група Каффе, Хилда Казасян, Камелия тодорова, Тумбаито, Люси Дяковска, Любо Киров, Тодор Колев, Орлин Горанов и др.
Джаз – Jean Marie Ecay (Billy Cobham), Conrad Herwig, Chad Lefkowitz-Brown, Теодоси Спасов, Камелия Тодорова, Хилда Казасян, Христо Йоцов, Симеон Щерев, Стоян Янкулов, Infinity, Михаил Йосифов, Вили Стоянов и много други.
Аранжор е на самостоятелните концерти на Мария Илиева и Орлин Павлов
Заедно с Веселин Веселинов – Еко (контрабас) е член на камерното дуо „Das Weltschmerz DueTT“, с което създават албумите „ImproviSatie“ и „Consequences“.
През последните години Милен Кукошаров разширява своите професионални интереси, като композитор в сферата на класическата музика, театъра и киното. Негови произведения са „Хромантична Фантазия“ (пиеса за пиано и струнен оркестър),"Концерт за два тромпета и оркестър", "Spring tales" (цикъл камерни пиеси за виолончело и пиано),  както и музика към театралните представления:
"Специални поводи“-Младежки театър "Николай бинев", "По студено от тук"-"Театър на българската армия","Господин нощ"-театър "199", "Нирвана"-театър "199",
"Три сестри"-театър "Възраждане"(награда "Аскеер" за театрална музика 2023г.) „ДНК“, Хърватска, "Гарвин магьосникът"(награда "Икар за най-добро куклено представление)"КТ Благоевград")и др. 
Активно работи с драматургът Яна Борисова, в съвместни театрални и филмови проекти.